# I. e. 540-es évek
Évszázadok: i. e. 7. század – i. e. 6. század – i. e. 5. század
Évtizedek: i. e. 590-es évek – i. e. 580-as évek – i. e. 570-es évek – i. e. 560-as évek – i. e. 550-es évek – i. e. 540-es évek – i. e. 530-as évek – i. e. 520-as évek – i. e. 510-es évek – i. e. 500-as évek – i. e. 490-es évek
Évek: i. e. 549 – i. e. 548 – i. e. 547 – i. e. 546 – i. e. 545 – i. e. 544 – i. e. 543 – i. e. 542 – i. e. 541 – i. e. 540

## Események
- A pénzverés kezdete Athénban
- Nagy Kürosz perzsa nagykirály megdönti a Lüd Birodalmat és elfoglalja Anatóliát.
- A perzsák elfoglalják az Indus völgyét.

## Híres személyek
- Nabú-naid babiloni király
- II. Kürosz perzsa nagykirály
- II. Jahmesz egyiptomi fáraó
- Kroiszosz lüd király
- Peiszisztratosz athéni türannosz